# يوسوكي كوموتا
يوسوكي كوموتا (باليابانية: 小牟田 洋佑) (18 يوليو 1992 في توتشيغي في اليابان – )؛ هو لاعب كرة قدم ياباني سابق كان يلعب كمهاجم.

## وصلات خارجية
- يوسوكي كوموتا على موقع رابطة كرة القدم اليابانية للمحترفين (اليابانية)
- يوسوكي كوموتا على موقع قاعدة بيانات كرة القدم.إي يو (الإنجليزية)
- يوسوكي كوموتا على موقع Soccerway.com (الإنجليزية)
- يوسوكي كوموتا على موقع عالم كرة القدم.نت (الإنجليزية)